# طلال الشمالی
طلال الشمالی (انگلیسی: Talal Al-Shamali؛ زادهٔ ۴ مارس ۱۹۹۰) یک ورزشکار اهل عربستان سعودی است.
از باشگاه‌هایی که در آن بازی کرده‌است می‌توان به باشگاه فوتبال القادسیه عربستان سعودی اشاره کرد.